# Route 3 (Île-du-Prince-Édouard)
La Route 3 est une route de 33 km (21 mi), située à l'Île-du-Prince-Édouard.
La Route 3 relie la zone la plus peuplée du Comté de Kings, la région de Montague et de Georgetown, avec Charlottetown.

## Intersections majeures
| Comté                   | Ville         | km                             | Destinations                                  | Notes                                         |
| ----------------------- | ------------- | ------------------------------ | --------------------------------------------- | --------------------------------------------- |
| Queens                  |               | 0,00                           | Route 1 – Wood Islands, Charlottetown         |                                               |
| Queens                  | 5,30          | Route 213 nord (Monaghan Road) | Terminus sud de la Route 213                  |                                               |
| Queens                  | Vernon River  | 7,20                           | Route 216 nord (Monaghan Road)                | Terminus sud de la Route 216                  |
| Queens                  | Vernon River  | 7,60                           | Route 24 sud – Murray River                   | Terminus nord de la Route 24                  |
| Queens                  |               | 10,30                          | Route 212 ouest (Glencoe Road)                | Terminus est de la Route 212                  |
| Kings                   | Summerville   | 13,90                          | Route 320 sud (Greenfield Road)               | Terminus ouest du multiplex avec la Route 320 |
| Kings                   | Summerville   | 14,20                          | Route 320 nord (Brothers Road)                | Terminus est du multiplex avec la Route 320   |
| Kings                   | New Perth     | 17,30                          | Route 22 nord (Baldwins Road) – Mount Stewart | Terminus ouest du multiplex avec la Route 22  |
| Kings                   | New Perth     | 17,40                          | Route 22 sud (Union Road)                     | Terminus est du multiplex avec la Route 22    |
| Kings                   |               | 20,40                          | Route 356 nord (Collins Road)                 | Terminus ouest du multiplex avec la Route 356 |
| Kings                   | 20,70         | Route 356 sud (Power Road)     | Terminus est du multiplex avec la Route 356   |                                               |
| Kings                   | Pooles Corner | 22,10                          | Route 4 – Souris, Montague                    | Carrefour giratoire                           |
| Kings                   |               | 25,60                          | Route 321 nord (Wharf Road)                   | Terminus sud de la Route 321                  |
| Kings                   | 29,50         | Route 343 est (Keyes Road)     | Terminus ouest de la Route 343                |                                               |
| Kings                   | Georgetown    | 32,10                          | Route 342 ouest (Royalty Road)                | Terminus ost de la Route 342                  |
| Kings                   | Georgetown    | 33,40                          | Cul-de-sac                                    |                                               |
| - Terminus de multiplex |               |                                |                                               |                                               |